# Greenbrier County
Greenbrier County är ett county i sydöstra delen av delstaten West Virginia, USA. Den administrativa huvudorten (county seat) är Lewisburg. 

## Geografi
Enligt United States Census Bureau så har countyt en total area på 2 652 km². 2 644 km² av den arean är land och 8 km² är vatten. 

### Angränsande countyn
- Webster County - nord
- Pocahontas County - nordöst
- Bath County, Virginia - öst
- Alleghany County, Virginia - i sydöst
- Monroe County - syd
- Summers County - sydväst
- Fayette County - väst
- Nicholas County - nordväst

### Städer och samhällen
- Alderson
- Fairlea
- Falling Spring
- Lewisburg
- Morlunda (med namn efter Mörlunda i Småland)
- Quinwood
- Rainelle
- Ronceverte
- Rupert
- White Sulphur Springs